# ヴィクトリア森林公園

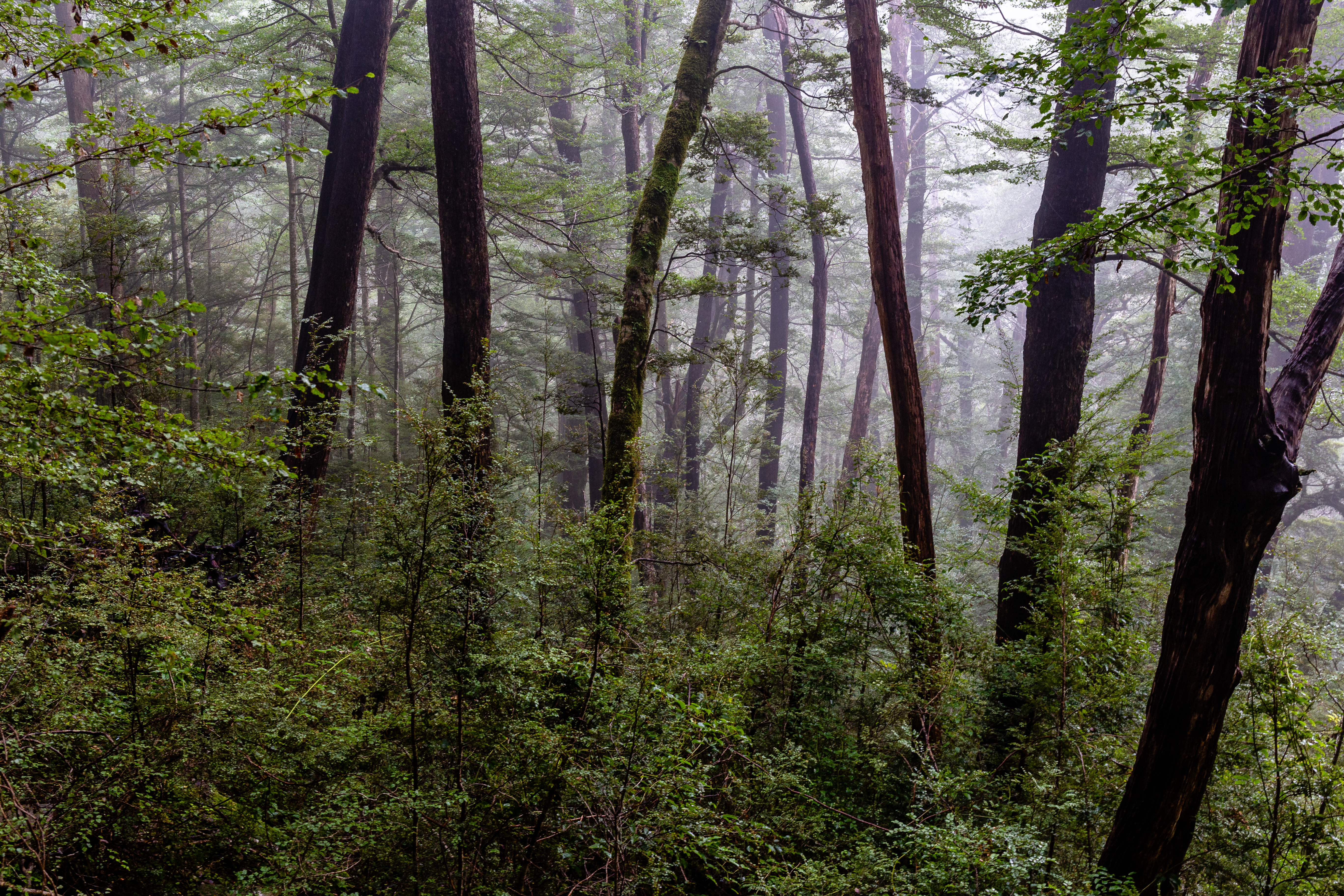
ヴィクトリア森林公園

ヴィクトリア森林公園 (ヴィクトリアしんりんこうえん、英語: Victoria Forest Park) は、ニュージーランド南島のウェスト・コースト地方に位置している。面積が2,069 平方キロメートル (799 平方マイル) のニュージーランド最大の森林公園である。 この公園は、自然保護局 (DOC) によって管理されている。
ヴィクトリア森林公園は手付かずのブナの森で構成されており、ニュージーランドで見られる5種類のブナ (赤、銀、山、黒、堅いブナ) がすべて含まれている。この公園には、イナンガワ川、マルイア川、グレイ川、ビクトリア山脈とブルナー山脈があります。リーフトン（Reefton）はこの地域の主要な町で、公園の南西端に位置している。リーフトンはかつて石炭と金の採掘の町だったので、公園には今でも古い採掘設備が見られる。
1970年代に、環境保護主義者からの圧力の結果として、14の森林公園が設立された。ヴィクトリア森林公園は1981 年になって初めて、この保護を受けた。

## 参照項目
- ニュージーランドの森林公園 (Forest parks of New Zealand)